# こいも俺ですばい
『こいも俺ですばい』は、九州男の2枚目のインディーズミニアルバムである。2007年11月14日に発売。発売元はHILLS RECORDS

## 解説
- オリコン初登場5位（インディーズチャート10週連続1位）を記録。15万枚を超えるロングセールスを記録した。

## 収録曲
1. dear grandma
本作のリード楽曲。
TBS系列Woogie Boggie2007年11月度エンディングテーマ
2. ONE LIFE
3. 一撃
4. 手紙。。feat. hiroko(mihimaru GT)
5. イ・ノ・マ・マ
6. Mi deh ya